# Bonilla de la Sierra (kommunhuvudort)
Bonilla de la Sierra är en kommunhuvudort i Spanien.   Den ligger i provinsen Provincia de Ávila och regionen Kastilien och Leon, i den centrala delen av landet, 130 km väster om huvudstaden Madrid. Bonilla de la Sierra ligger 1 080 meter över havet och antalet invånare är 161.
Terrängen runt Bonilla de la Sierra är varierad. Runt Bonilla de la Sierra är det mycket glesbefolkat, med 3 invånare per kvadratkilometer. Närmaste större samhälle är Santa María del Berrocal, 12,1 km väster om Bonilla de la Sierra. Trakten runt Bonilla de la Sierra består till största delen av jordbruksmark.